# Annika Ernstson
Anna-Cajsa Ernstson (folkbokförd Anna Cajsa Carolina Ernstson), känd som Annika Ernstson, ogift Grahn, född 26 december 1913 i Öja församling i Kronobergs län, död 18 april 2004 i Oscars församling i Stockholm, var en svensk översättare som översatte från spanska. Hon ägnade sig huvudsakligen åt latin- och sydamerikanska författare, däribland nobelpristagarna Miguel Ángel Asturias och Mario Vargas Llosa.
Annika Ernstson var 1935–1960 gift med byggnadsingenjören Gunnar Ernstson (1910–1976) och fick barnen Stefan (född 1936), Marie-Louise (född 1944) och Sylvia (född 1948). Hon är begravd på Lidingö kyrkogård.

## Översättningar
- Miguel Delibes: Råttorna (Las ratas) (Tiden, 1965)
- Miguel Ángel Asturias: Mulattkvinnan (La mulata de tal) (Prisma, 1967)
- Manuel Mejía Vallejo: Tuppar och män (El día señalado) (Tiden, 1969)
- Héctor Rivera Béjar: Peru 65: anteckningar från en gerillaerfarenhet (Péru 1965: apuntes sobre una experiencia guerrillera) (Rabén & Sjögren, 1970)
- Mario Vargas Llosa: Valparna (Los cachorros och Los jefes) (PAN/Norstedt, 1978)
- Miguel Delibes: Fem timmar med Mario (Cinco horas con Mario) (Coeckelberghs, 1978)
- Carlos Fuentes: Terra Nostra (Terra nostra) (Rabén & Sjögren, 1983)
- María Luisa Bombal: Den sista dimman (La última niebla) (Norstedt, 1983)
- Heberto Padilla: I min trädgård betar hjältarna (En mi jardín pastan los héroes) (Norstedt, 1985)
- Ernesto Sabato: Abaddon, utplånaren (Abaddón el exterminador) (Norstedt, 1986)
- Carlos Fuentes: Där luften är klarast (La región más transparente) (Stenström, 1987)
- Mario Vargas Llosa: Berättaren (El hablador) (Norstedt, 1991)
- Mario Vargas Llosa: Till styvmoderns lov (Elogio de la madrastra) (Norstedt, 1992)
- Carlos Fuentes: Ömsa skinn (Campio de piel) (Stenström, 1993)
- Mario Vargas Llosa: Samtal i katedralen (Conversación en la Catedral) (Norstedt, 1994)
- Mario Vargas Llosa: Döden i Anderna (Lituma en los Andes) (Norstedt, 1998)
- María Luisa Bombal: Den sista dimman: noveller (La última niebla) (Tranan, 2011)

## Priser och utmärkelser
- 1979 – Sveriges Författarfonds premium till personer för belöning av litterär förtjänst
- 1983 – Rabén & Sjögrens översättarpris
- 1987 – De Nios översättarpris